# Умершие в январе 2007 года
Это список известных людей, соответствующих установленным критериям значимости (см. Википедия:Критерии значимости персоналий), умерших в январе 2007 года.
Причина смерти указывается лишь в исключительных случаях (убийство, самоубийство, гибель в результате военных действий, смертная казнь, ДТП или несчастные случаи). В остальных случаях — не указывается.

## Список

### 1 января
- Хедьи, Джулиус (83) — американский скрипач и дирижёр.

### 2 января
- Коллек, Тедди (95) — израильский политик, мэр Иерусалима в 1965—1993 годах.
- Захарченко, Вадим Викторович (77) — советский и российский актёр, Заслуженный артист России.

### 3 января
- Лисицын, Николай Максимович (88) — советский хозяйственный, государственный и политический деятель.
- Мерзликин, Николай Николаевич (61) — российский актёр; инфаркт.
- Райбел, Эрл (76) — канадский хоккеист, двукратный обладатель кубка Стэнли в составе «Детройт Ред Уингз» (1954, 1955); инсульт.

### 4 января
- Марайс Вильюн (91) — президент ЮАР в 1978 и 1979—1984; инфаркт.

### 5 января
- Андо, Момофуку (96) — изобретатель лапши быстрого приготовления; инфаркт.

### 6 января
- Этсу-Нзаби-Бамунгваби, Фредерик (76) — архиепископ Киншасы, кардинал; диабет.

### 7 января
- Капиталина Лазаренко (81) — певица, Народная артистка России.

### 9 января
- Вернан, Жан-Пьер (93) — французский историк и антрополог.
- Понти, Карло (94) — итальянский кинопродюсер; заболевание лёгких.

### 11 января
- Доммартин, Сольвейг (48) — французская актриса; сердечный приступ.
- Уилсон, Роберт Антон (74) — американский романист, эссеист и философ.
- Дагир Гаджиев (22) — Дагестанский боевик, пулевые ранения

### 12 января
- Иванова, Нора (63) — джазовая певица, артистка театра «Ромэн» и Ленинградского Мюзик-холла, солистка оркестра Леонида Утёсова.

### 13 января
- Бугаев, Борис Павлович (83) — главный маршал авиации, министр гражданской авиации СССР в 1970—1987, дважды Герой Социалистического Труда.

### 14 января
- Куражковский, Юрий Николаевич (83) — советский и российский эколог, доктор географических наук, профессор, почётный член РАЕН.
- Семёнов, Андрей Александрович (Андрей Черкизов) (52) — российский журналист; диабет[1].

### 15 января
- Барзан Ибрагим аль-Хасан ат-Тикрити (55) — сводный брат иракского президента Саддама Хусейна, политический деятель Ирака; повешен.
- Аввад Хамид аль-Бандар (62) — председатель революционного суда Ирака во времена правления Саддама Хусейна; повешен.
- Бачинин, Иван Елисеевич (88) — Герой Социалистического Труда, бригадир вальщиков Отрадновского леспромхоза.
- Ибо, Бо (98) — китайский революционер.

### 16 января
- Шалимов, Геннадий Иванович (59) — советский футболист.
- Штерн, Юрий (58) — израильский политик, депутат Кнессета в 1996—2007; рак.

### 17 января
- Бухвальд, Арт (81) — американский журналист, фельетонист и писатель-сатирик, лауреат Пулитцеровской премии (1982); заболевание почек[2].
- Кушнарёв, Евгений Петрович (55) — украинский политик, депутат Верховной Рады; несчастный случай на охоте.
- Гевиксман, Виталий Артемьевич (82) — советский композитор, автор музыки ко многим фильмам.

### 19 января
- Бам Бам Бигелоу (45) — американский рестлер; передозировка.
- Динк, Грант (52) — турецко-армянский журналист, главный редактор газеты «Агос»; убийство.
- Денни Доэрти (66) — канадский музыкант, певец, участник группы The Mamas & the Papas.
- Насыров, Мурат Исмаилович (37) — российский певец; самоубийство.

### 20 января
- Есбулатов (78) — генерал-майор милиции, заслуженный работник МВД Казахской ССР и МВД Республики Казахстан, министр внутренних дел Казахской ССР с 1973 по 1980.
- Боровко, Константин (25) — известный тележурналист ИТА Губерния (г. Хабаровск), сотрудник еврейского агентства «Сохнут», активист молодёжной организации «Гилель»; убит в г. Владивосток[3]..
- Рыжов, Анатолий Гаврилович (65) — советский хоккеист, защитник, чемпион СССР 1962 года[4].

### 21 января
- Чонкан, Мария (29) — румынская бегунья, бронзовая медалистка Олимпийских игр 2004 в Афинах; автокатастрофа.
- Шаумян, Себастиан Константинович (90) — советский и американский лингвист, автор трудов по теоретической лингвистике и семиотике.

### 22 января
- Кац, Арнольд Михайлович (82) — дирижёр, создатель и художественный руководитель Академического симфонического оркестра Новосибирской филармонии, Народный артист СССР; инсульт.
- Марсал, Рамон (72) — испанский футболист.
- аббат Пьер (94) — французский католический священник, основатель благотворительного движения Emmaüs; лёгочная инфекция.

### 23 января
- Капущинский, Рышард (74) — польский журналист, эссеист и поэт; рак.
- Поливин, Николай Георгиевич (81) — русский советский поэт и прозаик, журналист.
- Хант, Говард (88) — американский шпион и писатель, один из ключевых участников Уотергейтского скандала; пневмония.

### 24 января
- Деню, Жан-Франсуа (78) — французский писатель, политик и дипломат, член Французской академии.
- Ларрива, Гуадалупе (50) — министр обороны Эквадора в 2007; катастрофа вертолёта.
- Фельдман, Кристина (86) — польская актриса; рак лёгких.
- Селезнёв, Георгий Васильевич (68) — российский оперный певец (бас), народный артист России, профессор Санкт-Петербургской консерватории; инфаркт.

### 25 января
- Жегалов, Андрей Алексеевич (42) — российский кинооператор; сердечный приступ.

### 26 января
- Ворсли, Лорн (77) — канадский хоккеист; сердечный приступ.
- Коржиков, Виталий Титович (75) — писатель, автор книг «Мореплавания Солнышкина» и «Ледовые приключения Плавали-Знаем».

### 27 января
- Романова, Елена Николаевна (43) — российская спортсменка, олимпийская чемпионка в беге на 3000 метров (Летние Олимпийские игры 1992, Барселона).
- Ян Чуаньгуан (73) — тайваньский десятиборец, серебряный медалист Олимпийских игр 1960 в Риме; инсульт.

### 28 января
- Свобода, Карел (68) — чешский композитор; самоубийство.
- Баринов, Борис Фёдорович (59) — полузащитник, тренер; автокатастрофа.

### 29 января
- Серов, Виктор Викторович (83) — академик РАМН, лауреат Государственных премий СССР, профессор.
- Русановский, Виталий Макарович (75) — украинский учёный, филолог, академик НАНУ, профессор.

### 30 января
- Озеров, Олег Николаевич (84) — ветеран Второй мировой войны, участник французского движения Сопротивления, общественный деятель, писатель.
- Шелдон, Сидни (89) — американский писатель; пневмония.

### 31 января
- Бабицын, Кирилл (56) — финский певец.